# Buritski vranjak
Buritski vranjak (latinski: Icterus cayanensis chrysocephalus, portugalski: Corrupião-do-rio-negro ili Rouxinol-do-rio-negro, engleski: Moriche Oriole) je južnoamerička ptica vrapčarka iz porodice vranjaca (Icteridae). 
Poznata je po svojoj vezanosti uz palmu Buriti po kojoj je i dobila ime.

## Karakteristike
To je mala ptica, visoka svega 22 cm i teška 42 grama, duga repa i tankog zakrivljenog kljuna. Perje joj je uglavnom crno, osim svijetlo žute krune na glavi, i svjetlijih zona po bedrima, krilima i zadnjici. I ženke i mužjaci izgledaju isto, jedino se ptići razlikuju svojim tamno smeđim perjem sa žutim mrljama.

### Životni prostor
Buritski vranjak živi po istočnoj Kolumbiji, Venezueli, Trinidadu, Gvajani, sve do juga Južne Amerike, istočni Ekvador, Paragvaj i sjeverni Brazil. Jata po Trinidadu vjerojatno potječu iz nedavne kolonizacije ili bjega ptica pred nevoljama. One živi najčešće na visinama do 500 m nadmorske visine, ali ima ih i u predjelima do 1000 m na istočnim obroncima Anda, koje su granica njegove rasprostranjenosti.
Buritski vranjak usko je vezan uz palmu Buriti (Mauritia flexuosa), čiji gajevi rastu po močvarama ili savanama. One jedu uglavnom kukce, ali se hrane i nektarom i voćem. Svoja viseća gnijezda od trava i drugih biljnih vlakana, grade po granama Buriti palmi. Uobičajeno nesu dva blijedoplava ili bijela jaja.